# Domek Chiński w Żywcu
Domek Chiński w Żywcu, česky Čínský pavilon v Żywci, je památkově chráněná budova (pavilon či altán). Nachází se na malém ostrůvku v městském parku ve čtvrti Śródmieście města Żywiec v okrese Żywiec ve Slezském vojvodství v jižním Polsku. Leží v nadmořské výšce 343 m v pánvi Kotlina Żywiecka.

## Historie a popis domku
Čínský pavilon v Żywci patří mezi nejcharakterističtější stavby města. Nebyla to však první budova, která byla na tomto místě (tj. na mýtině na ostrůvku) postavena. Nejprve zde stál jednopatrový altán v italském stylu, který byl postaven pravděpodobně roku 1712. Ve 2. polovině 18. století jej Wielopolští přestavěli, nebo zde postavili nový altán stylizovaný do podoby čínského pavilonu. Tehdejší zahrada procházela postupnými změnami do podoby současného zámeckého parku. Osmiboká stavba s vnějším schodištěm je krytá střechou charakteristickou pro Dálný východ. Na vrcholu střechy byl umístěn erb rodiny Wielopolských. Altán také sloužil jako letní domek a herna pro děti Habsburků, kteří později vlastnili żywiecké panství. V přízemí altánu se nachází kavárna a v patře umělecká galerie.

## Další informace
Okolí domu je celoročně volně přístupné, vnitřní části jen v otevírací době.[zdroj?]

## Galerie

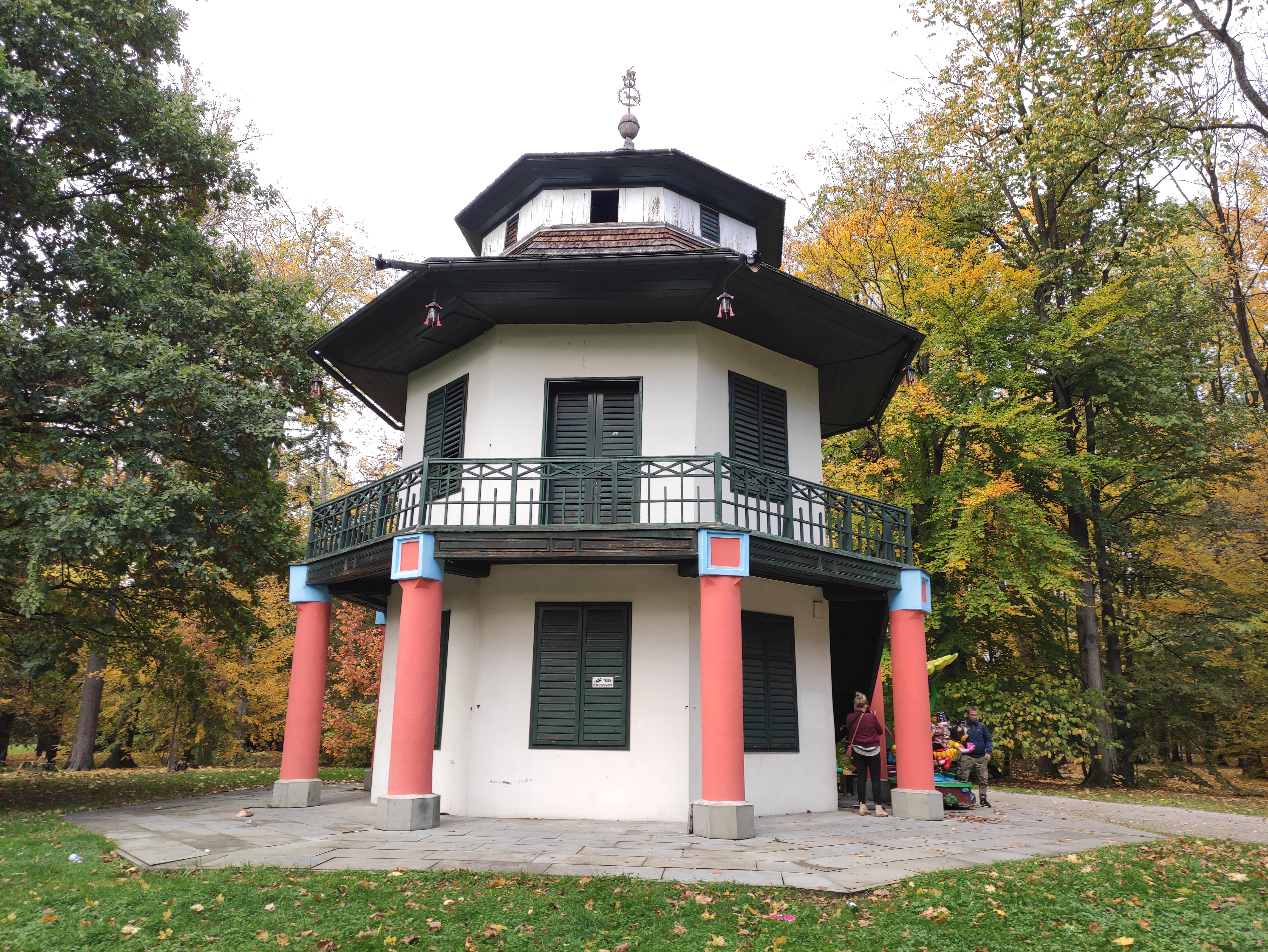
Říjen 2023
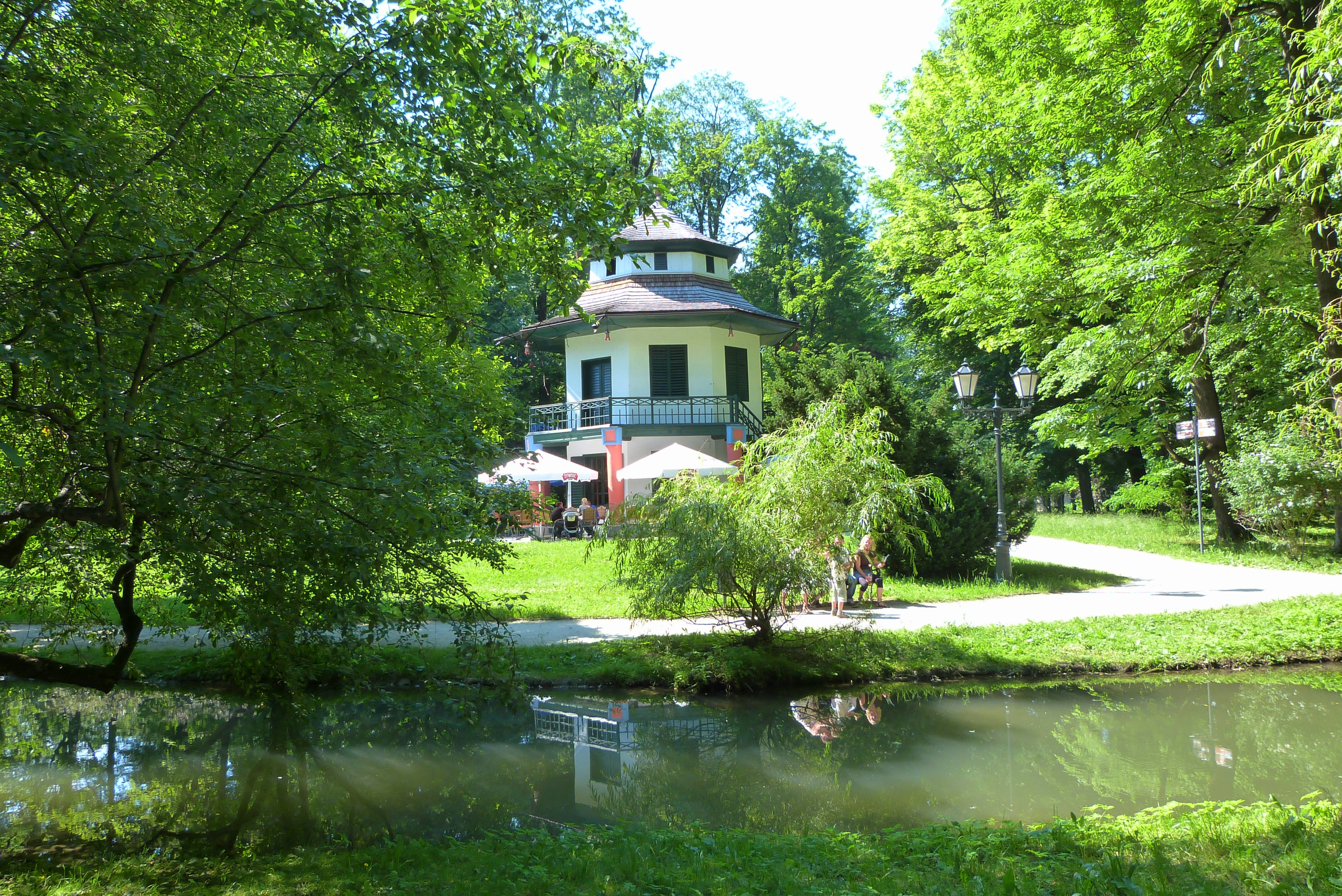
Červen 2012
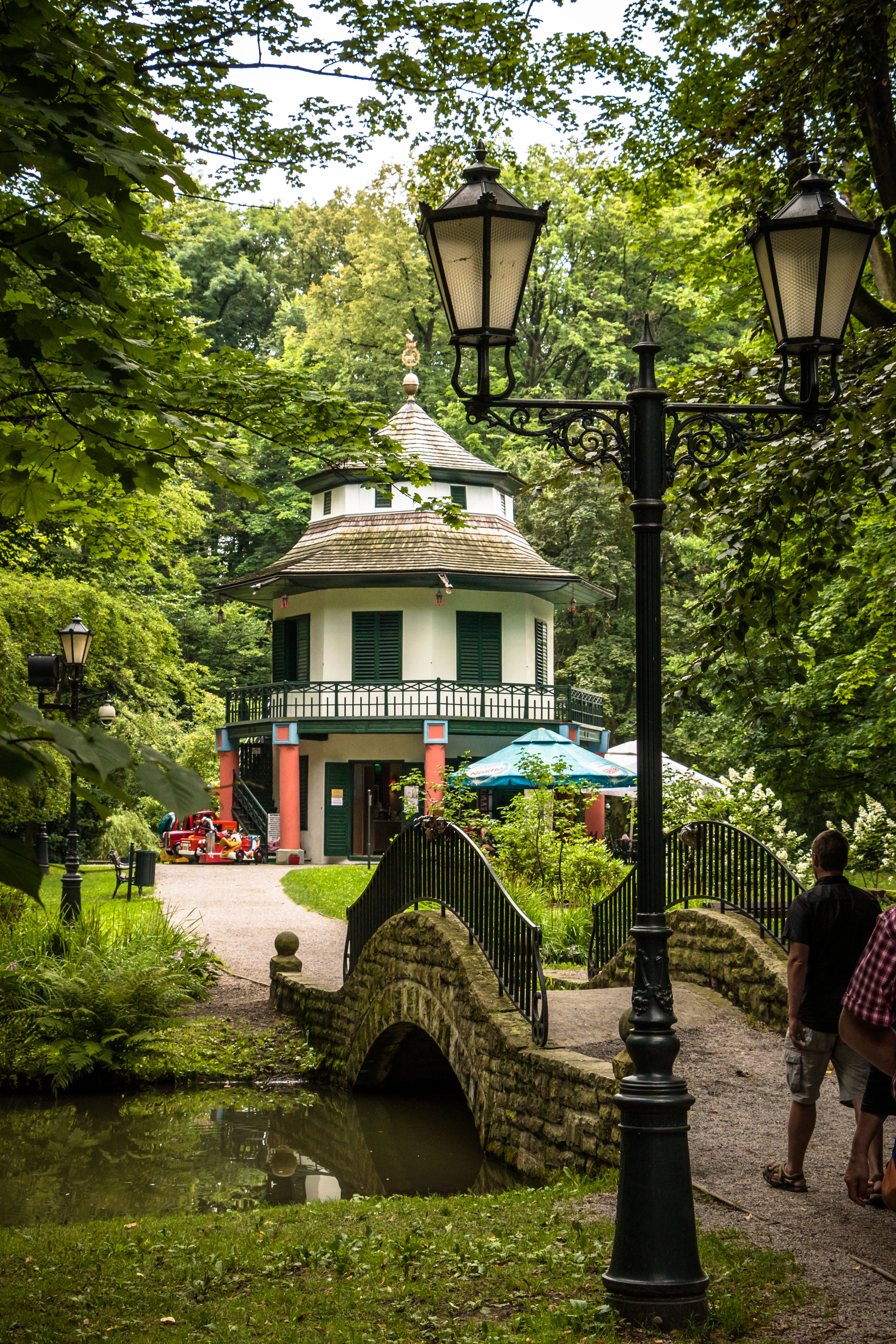
Srpen 2014
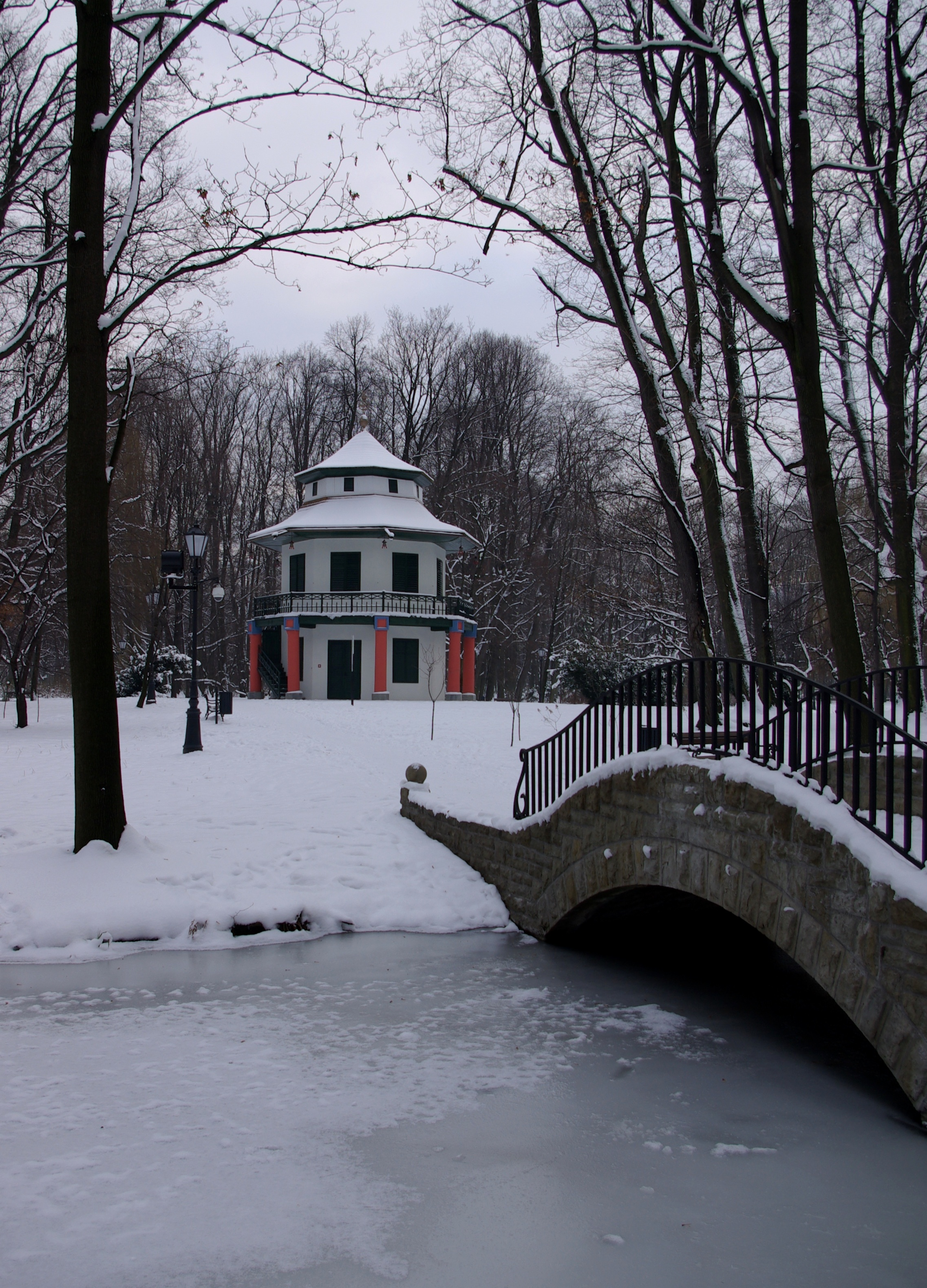
Leden 2010